# Шангри Ла
Шангри-Ла (на английски: Shangri-La, на български се среща изписано и без тире) е въображаемо място, което би трябвало да се намира в Хималаите или по-точно в Тибет. В западната култура понятието е въведено от английския писател Джеймс Хилтън в романа му „Изгубеният хоризонт“ (Lost Horizon), издаден през 1933 г.
Тамошните монаси, в по-голямата си част произлизащи от западните страни и западните културни кръгове, живеят отделени от останалия свят по собствена воля и достигат библейски старини. Техният начин на живот и дневен режим са отричане на бързането на цивилизацията, без да се отказват обаче от всекидневни удобства. Живеещите в манастира очакват апокалиптичен край на човечеството и се възприемат като единствените пазители на културата и знанието.
Когато Хилтън измисля името Шангри-Ла за неизвестната страна, в която се развива действието на приключенския му роман „Изгубеният хоризонт“, той въобще не подозира, че е подарил на родния си език име, което ще се превърне в синоним за прекрасна страна-утопия. Романът на Хилтън, писан в началото на 30-те години на XX в. и адаптиран във филм, издаден през 1937 г., разпалва въображението на читателите. Сред тях има такива, които вярват, че Шангри-Ла съществува, а не е просто художествена измислица.
Малката страна, в която в романа на писателя попадат двама пилоти, претърпели авария, била разположена в недостъпен за изследователите район в Тибет. Там, на върха на висока планина, се намирал тайнствен манастир, обитаван от 50 будистки монаси (лами), които търсели знания и овладявали мистични изкуства.
Начело на монасите стоял Върховният лама, който бил открил тайната на дълголетието и умеел да предсказва бъдещето. Според едно негово пророчество на страната предстояли много трудности, варварски нашествия и природни бедствия.
В много източни легенди е позната легендата за изгубения земен рай. Ръководейки се от принципа „умереност във всичко“, ламата управлявал своята общност, наброяваща 1000 местни жители, в която царували мир и съгласие. В долината Шангри-Ла имало златоносна жила, която осигурявала препитание на монасите. На никого от тях не било позволено да напуска долината, затова местните жители разменяли злато за стока с търговците на специални пазари, разположени в пределите на Шангри-Ла.
Самата идея за съществуването на Шангри-Ла не е нова – в много източни легенди е позната легендата за изгубения земен рай. В най-ранните будистки писания се споменава земята Чанг Шамбала, считана за източник на древна мъдрост.
В Китай съществувало поверието, че в подножието на Кунлунската планина е скрита долина, в която в абсолютна хармония живеят безсмъртни хора. Индийците търсели на север от Хималаите обителта на „съвършените“, наричана Калапа.
Ако страната Шангри-Ла не е мит, а реалност, то едно от най-вероятните места, където тя може би се е намирала, е Тибет, от незапомнени времена разпалващ въображението на хората. В записки на европейски пътешественици преди векове е отбелязано, че тибетските монаси притежавали свръхестествени сили. Считало се например, че последователите на учението „пунг гон“ могат да преодолеят силата на земното притегляне и да преминават в пространството с удивителна скорост.
Шангри-Ла остава една мечта – за царство на блажения покой, където се изпълнявали всички човешки желания. Пътешественицата Александра Давид-Неел, която в началото на XX век живее 14 години в Тибет, твърди, че е видяла лама (монах), който се придвижвал с невероятна скорост, като при това дори не бягал. „Сякаш не се движеше по земята, а се придвижваше с гигантски скокове!“, твърди пътешественицата.
Подобно необяснимо явление наблюдава и руският пътешественик и художник Николай Рьорих, който много пъти е посещавал Тибет и описва видяното в книгата си „Шамбала“, издадена през 1930 г. Шамбала се превръща в символ на изгубената страна Шангри-Ла.
Идеята за господстваща раса, надарена с мистически сили и свръхестествени способности, се оказва привлекателна както за окултистите, така и за нацистите, които с всички средства дори в 1945 г. търсели тази тайнствена страна и обител. Не е известно да са я открили, а Шангри-Ла остава една мечта – за царство на блажения покой, където се изпълнявали всички човешки желания.